# Barão Greenwich

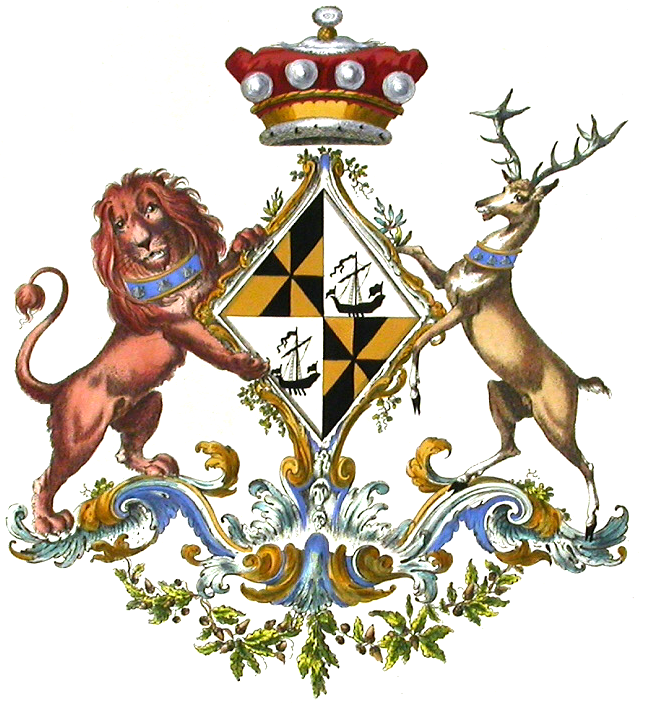
Brasão de Armas do Barão de Greenwich.

Barão Greenwich é um título que foi criado duas vezes na história britânica. A primeira criação veio no Pariato da Grã-Bretanha em 1767, quando Lady Caroline Townshend foi nomeada Baronesa Greenwich, no condado de Kent. Ela era a filha do marechal de campo John Campbell, 2º Duque de Argyll, que fora criado em 1715 Conde de Greenwich e em 1719 o Duque de Greenwich, títulos que foram extintos em 1743. Como os dois filhos de Caroline, pelo segundo marido, a precederam, o título foi extinto após sua morte em 1794.
A segunda criação veio no Pariato do Reino Unido em 1947, quando o tenente Philip Mountbatten, na manhã de seu casamento com a princesa Elizabeth (agora rainha Elizabeth II), foi feito Barão Greenwich, de Greenwich, no condado de Londres. Ele foi feito Duque de Edimburgo e Conde de Merioneth ao mesmo tempo.

## Baronesa Greenwich (1767)
- Caroline Townshend, 1.ª Baronesa Greenwich (1717 - 1794), título extinto após a morte.

## Barão Greenwich (1947)
- Filipe, Duque de Edimburgo, 1º Barão Greenwich (1947-2021)
- Carlos, Príncipe de Gales, 2º Barão Greenwich (2021-2022)